# チューベローズ
チューベローズ（月下香、英:  tuberose、学名: Polianthes tuberosa）は、リュウゼツラン亜科の多年草。ゲッカコウ（月下香）、オランダズイセン（和蘭水仙）とも呼ばれる。夜に強い芳香を放つことから中国では「夜の香」を意味する晩玉香という別名を持つ。種小名はラテン語で「ふくらんだ、塊根状の」を意味し、球根を形成することに由来する。「チューベローズ」はその英語読みである。

## 特徴
原産地はメキシコで、同属植物は12種ある。晩春に鱗茎から発芽し、披針形の葉は、根生葉が数枚、茎を抱く葉が十枚前後ある。草丈1mくらいになり、8月頃に、白い6弁花20 - 30輪からなる穂状花序をつける。花穂は45cmくらいになり、香りがよく、複雑でエキゾチックな甘いフローラル系で、とくに夜間は香りが強い。園芸種は八重咲きのものが多いが、一重咲きの方が香り高い。戦中に李香蘭や渡辺はま子が唄ってヒットした中国曲の「夜来香」の花がチューベローズであると言われたことがあったが実際は別種の植物である。「夜来香」と呼ばれる植物は三種類あり、「チューベローズ 」、「イランイラン」、「イエライシャン」の別名になっている。中国曲「夜来香」は、イエライシャンに由来する。三種類とも夜になると強い芳香を放つことから夜来香と呼ばれる。
抽出物を香水のトップノートに用いるために、ハワイや熱帯アジアなどで栽培されている。ヴィクトリア朝時代のハワイでは葬式用の花とされていたほか、その後もレイや宗教行事用に用いられている。月下香抽出物は、香水業界では香水、アロマオイル、線香などの製造に使用されている。チューベローズの香りはフローラルで、複雑、エキゾチック、甘い、花のような香りと表現される。香水では、ブドウ、イチゴのような香りを醸し出す。

## 栽培
球根が30g以上あるものでないと開花しないので、なるべく立派で病害虫がついていない球根を選ぶ。比較的丈夫な草花で、花を咲かせるためだけなら、水捌けや日当たりが良いところなら十分育つ。
植え付け適時は3月～5月で、株間は30cmくらいにし、球根に10cmくらい土がかぶるくらいに植える。7月～9月頃に開花し、5～7cm程度の香りの良い花を咲かせる。花色は白からピンク、咲き方も一重から八重咲まである。花の後に塊茎が分球する。冬は地上部が枯れたようになって越冬する。枯れた葉を取り除き、水やりはせずに次の春まで休眠させる。

## 画像

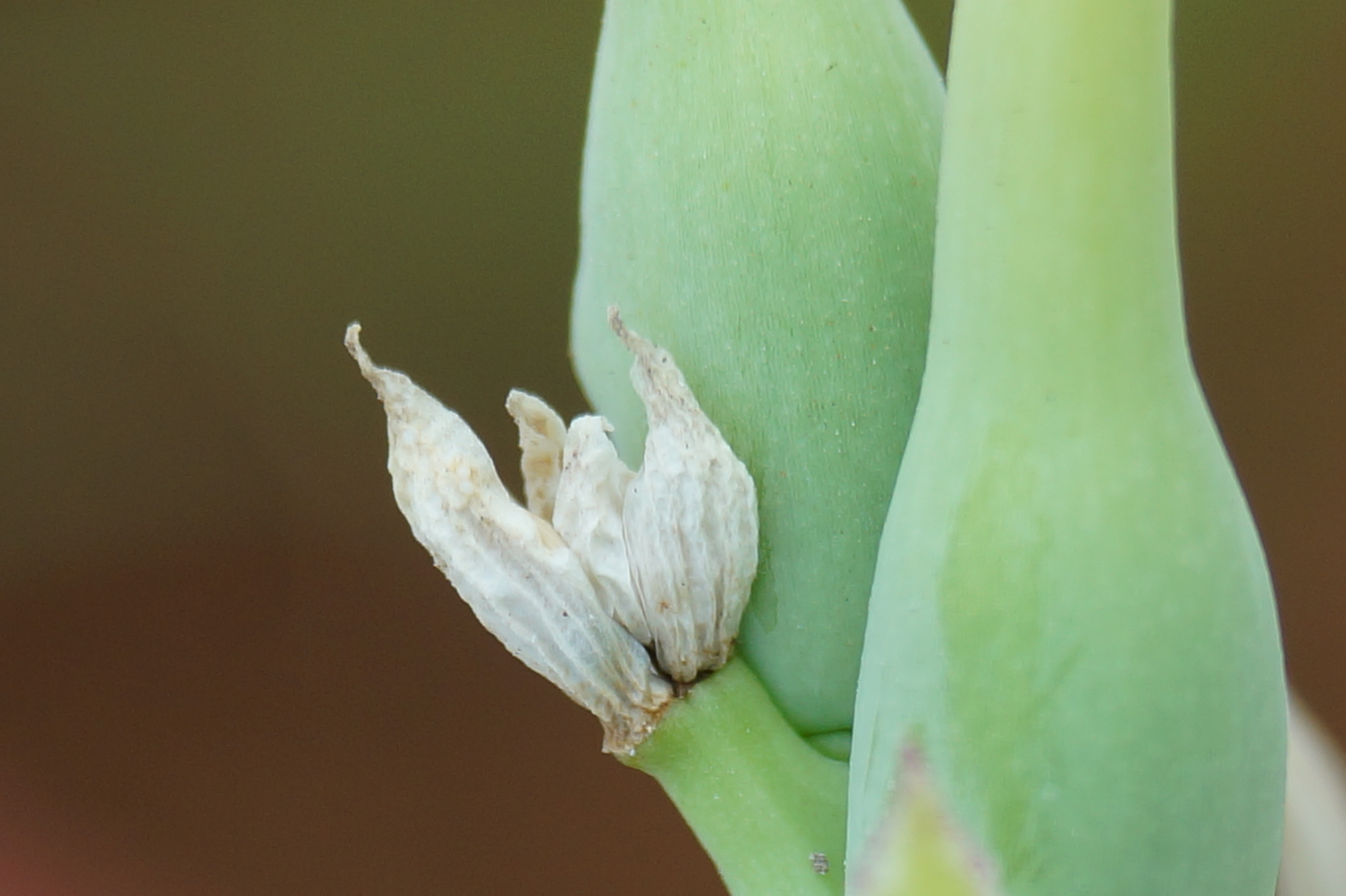
チューベローズの種子
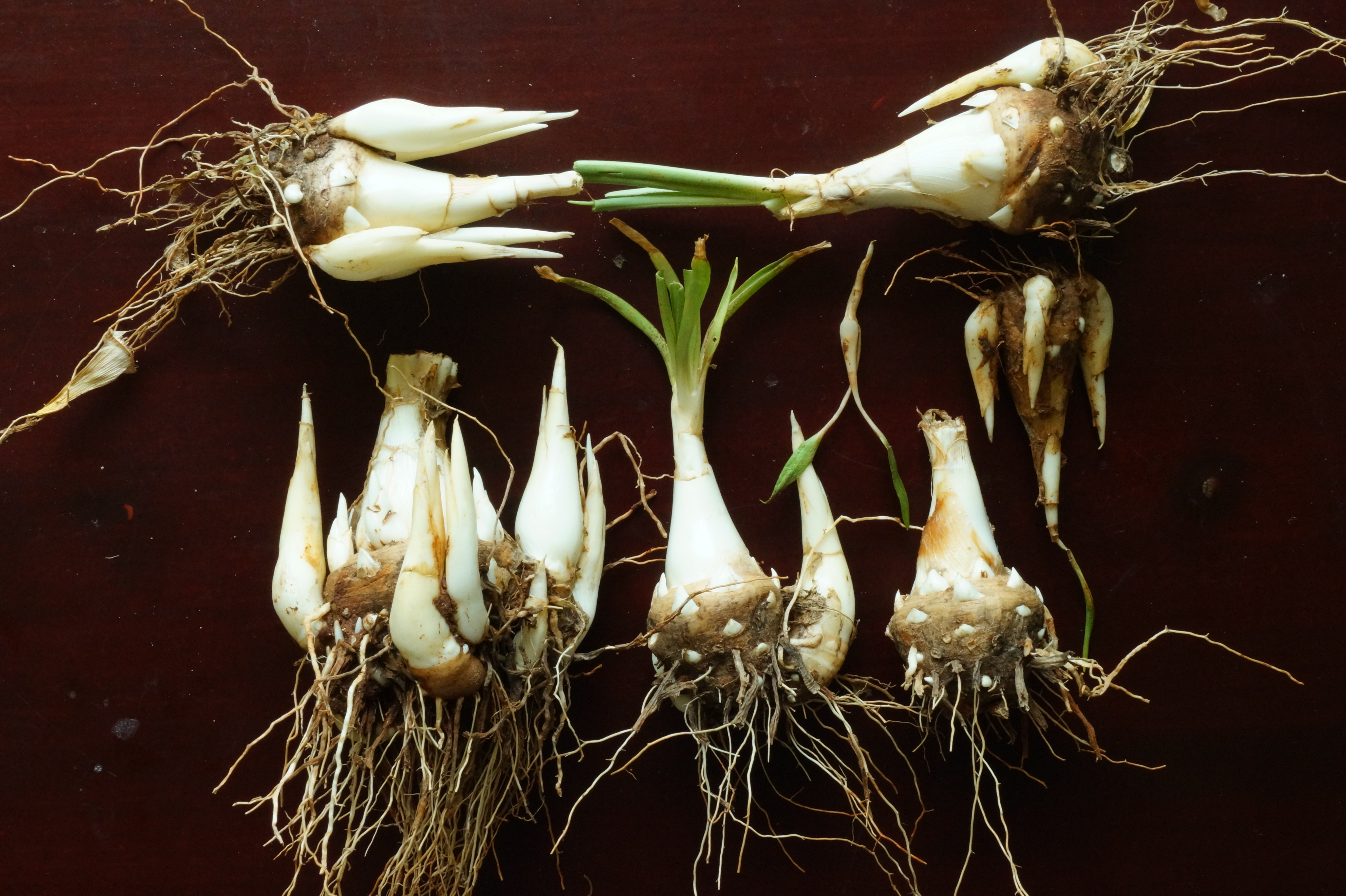
チューベローズの球根
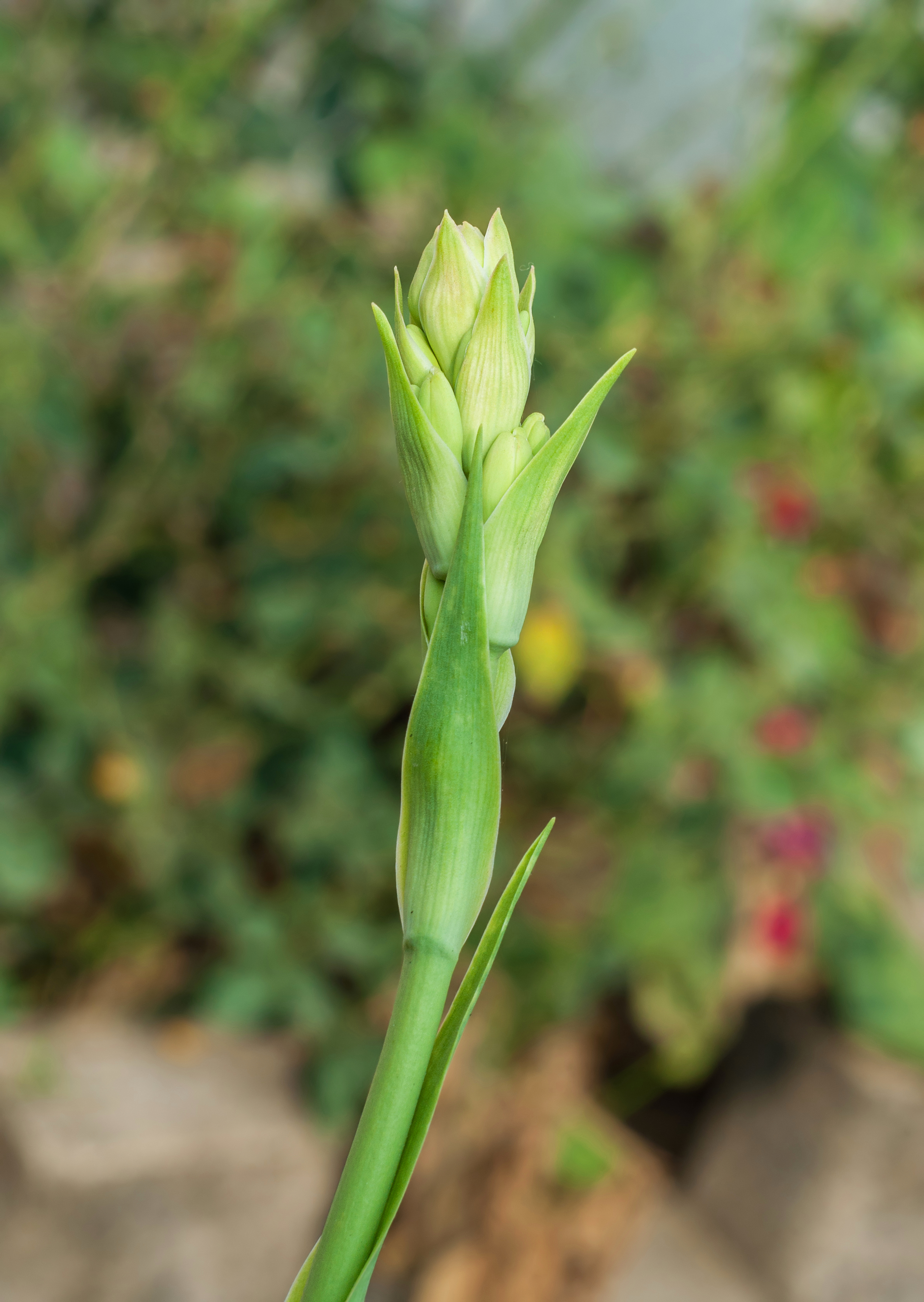
チューベローズのつぼみ
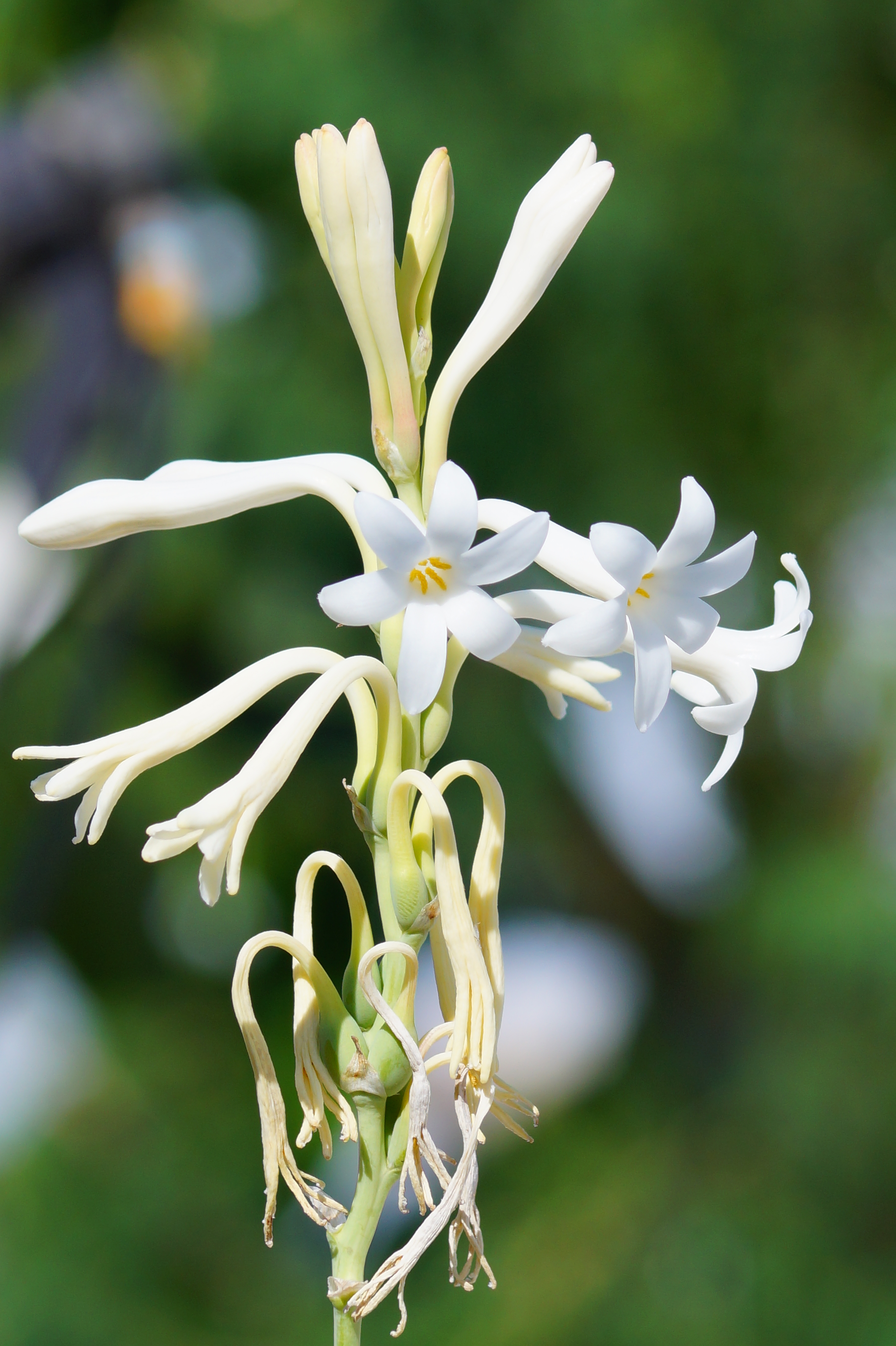
チューベローズの花